# 甘い懲罰〜私は看守専用ペット
『甘い懲罰〜私は看守専用ペット』（あまいちょうばつ わたしはかんしゅせんようペット）はいづみ翔による日本の漫画作品。2016年6月3日よりめちゃコミックほかにて『「このままじゃ…イク…」看守の執拗な身体検査』のタイトルで電子書籍として配信している。単行本化の際に上記のタイトルに改題して発売され、2021年10月からは新シリーズ『甘い懲罰 SCARLET～私は看守専用ペット』（あまいちょうばつスカーレット わたしはかんしゅせんようペット）として刊行される。

## あらすじ
無実の罪で黒翼刑務所に収監されてしまったOL・早乙女陽菜｡彼女に待ち受けていたのは、看守・明神亜貴による身体検査と称した性的支配だった。

## 登場人物
声はアニメ通常版/完全版の声優。
明神 亜貴（みょうじん あき）
声 - 山谷祥生 / 星野カズマ（完全版・ドラマCD）
黒翼刑務所の看守官長。ある理由で、陽菜を恨んでいる。
早乙女 陽菜（さおとめ ひな）
声 - 三宅麻理恵 / 咲智ゆん
無実の罪で収監されたOL。
比嘉 大和（ひが やまと）
声 - 中島ヨシキ / 運道開（完全版・ドラマCD）
剣崎組若頭候補。陽菜を助けようとするヤクザ。
八雲 聖徳（やくも きよのり）
声 - 酒井広大 / 霜音太一
陽菜の恋人。陽菜を脱獄させようとする。
鮫島 剛（さめじま つよし）
声 - 石谷春貴 / 鈴城葉
剣崎組若頭。組関係で比嘉と対立する。
五十嵐 健（いがらし たける）
声 - 前内孝文 / 黒漆黒
剣崎組構成員。比嘉の弟分。

## 書誌情報
- いづみ翔『甘い懲罰〜私は看守専用ペット』彗星社〈Clair TL Comics〉、全10巻
  1. 2017年2月18日発売[4]、ISBN 978-4-434-22752-3
  2. 2017年8月18日発売[5]、ISBN 978-4-434-23472-9
  3. 2018年2月18日発売[6]、ISBN 978-4-434-24149-9
  4. 2018年5月18日発売[7]、ISBN 978-4-434-24506-0
  5. 2018年11月18日発売[8]、ISBN 978-4-434-25181-8
  6. 2019年6月18日発売[9]、ISBN 978-4-434-25945-6
  7. 2019年12月18日発売[10]、ISBN 978-4-434-26660-7
  8. 2020年6月18日発売[11]、ISBN 978-4-434-27284-4
  9. 2020年12月18日発売[12]、ISBN 978-4-434-28044-3
  10. 2021年5月18日発売[13][14]、ISBN 978-4-434-28583-7 / ISBN 978-4-434-28651-3（小冊子付特装版）
- いづみ翔『甘い懲罰 SCARLET〜私は看守専用ペット』彗星社〈Clair TL Comics〉、既刊5巻（2023年10月18日現在）
  1. 2021年10月18日発売[15]、ISBN 978-4-434-29189-0
  2. 2021年10月18日発売[16]、ISBN 978-4-434-29790-8
  3. 2022年10月18日発売[17]、ISBN 978-4-434-30639-6
  4. 2023年4月18日発売[18]、ISBN 978-4-434-31541-1
  5. 2023年10月18日発売[19]、ISBN 978-4-434-32381-2

## テレビアニメ
2018年4月から6月までTOKYO MXほかにて5分枠で放送。他のComicFestaアニメと同様に、通常版と年齢制限のある完全版の2種類が存在し、それぞれ声優が異なる。完全版はアニメZone独占配信となる。最終回の翌週には、第5話「脱獄」の映像に手袋の画像を編集で加えた特別編を13話として放送された。そのため第13話は実質的な再放送である。

### スタッフ
- 原作 - いづみ翔[2]
- 監督・絵コンテ・演出 - 熨斗谷充孝[2]
- シリーズ構成・脚本 - 戸田和裕[2]
- キャラクターデザイン - ななし[2]
- 色彩設定・色指定・検査 - 阿野人
- 美術 - 鉄筆
- 背景 - SHARP
- 撮影監督 - 山本耕平
- 編集 - セリ@G
- 音響監督 - ひらさわひさよし[2]
- 音響制作 - Cloud22[2]
- 音楽 - 如月なつき
- プロデューサー - 瀬川章子
- アニメーション制作 - MAGICBUS[2]
- 制作 - ピカンテサーカス[2]
- 製作 - 彗星社[2]

### 主題歌
「Sweet Punishment」
rosukeyによるエンディングテーマ。作詞は火ノ間レイ、作曲・編曲は森田交一。

### 各話リスト
| 話数       | サブタイトル | 作画監督                   |
| ---------- | ------------ | -------------------------- |
| episode 1  | 黒翼         | ななし、たまねぎ、永井泰平 |
| episode 2  | 面会         | ななし、たまねぎ           |
| episode 3  | 刑罰         | ななし、たまねぎ、永井泰平 |
| episode 4  | 計画         | ななし、たまねぎ、永井泰平 |
| episode 5  | 脱獄         | ななし、たまねぎ           |
| episode 6  | 天使         | ななし、たまねぎ           |
| episode 7  | 屈辱         | ななし、たまねぎ           |
| episode 8  | 悪人         | ななし、たまねぎ           |
| episode 9  | 傷跡         | ななし、たまねぎ           |
| episode 10 | 慈愛         | ななし、たまねぎ           |
| episode 11 | 逆転         | ななし、たまねぎ           |
| episode 12 | 明神亜貴     | ななし、たまねぎ           |

### 放送局
| 放送期間               | 放送時間                     | 放送局   | 対象地域 | 備考                      |
| ---------------------- | ---------------------------- | -------- | -------- | ------------------------- |
| 2018年4月2日 - 6月18日 | 月曜 1:00 - 1:05（日曜深夜） | TOKYO MX | 東京都   |                           |
| 2018年4月3日 - 6月19日 | 火曜 1:55 - 2:00（月曜深夜） | AT-X     | 日本全域 | CS放送 / リピート放送あり |

| 配信開始日   | 配信時間                  | 配信サイト                 | 備考                                                |
| ------------ | ------------------------- | -------------------------- | --------------------------------------------------- |
| 2018年4月2日 | 月曜 0:00（日曜深夜）更新 | アニメZone                 | 『ComicFesta』サイト内 / 年齢制限のある完全版も配信 |
|              | 月曜 1:00（日曜深夜）更新 | ニコニコチャンネル YouTube |                                                     |

| TOKYO MX 月曜1:00 - 1:05（日曜深夜）枠 | TOKYO MX 月曜1:00 - 1:05（日曜深夜）枠 | TOKYO MX 月曜1:00 - 1:05（日曜深夜）枠        |
| 前番組                                 | 番組名                                 | 次番組                                        |
| -------------------------------------- | -------------------------------------- | --------------------------------------------- |
| 25歳の女子高生                         | 甘い懲罰〜私は看守専用ペット           | じょしおちっ!〜2階から女の子が…降ってきた!?〜 |

## ドラマCD
シチュエーションCDとして『甘い懲罰〜看守・明神亜貴〜』が2020年3月25日に、『甘い懲罰〜極道・比嘉大和〜』が4月29日に発売された。声は完全版アニメと同様の声優が担当。